# Saint-Bonnet-l’Enfantier
Saint-Bonnet-l’Enfantier – miejscowość i gmina we Francji, w regionie Nowa Akwitania, w departamencie Corrèze.
Według danych na rok 1990 gminę zamieszkiwało 270 osób, a gęstość zaludnienia wynosiła 23 osoby/km² (wśród 747 gmin Limousin Saint-Bonnet-l’Enfantier plasuje się na 377. miejscu pod względem liczby ludności, natomiast pod względem powierzchni na miejscu 520.).